# Mitsubishi G4M
Mitsubishi G4M, kallad Betty av amerikanerna, är ett japanskt långdistansbombflygplan från andra världskriget.
Planet började utvecklas 1937 under ledning av Kiro Honjo då Mitsubishi erhöll specifikationer från japanska marinen på ett landbaserat bombflygplan. Detta innebar en utmaning då specifikationen krävde bättre prestanda än de hos Mitsubishi G3M1 som hade tagits i bruk året innan. Räckvidden var en viktig del av specifikationen, varför planet byggdes med vingtankar utan något skydd mot beskjutning eller självförslutning och av samma skäl var även besättningen utan något skydd mot beskjutning. För att ytterligare minska vikten drog man ner på beväpningen och ammunitionen till ett minimum. Ju längre kriget fortskred blev dock planets räckvidd mindre intressant och det skulle ha haft bättre nytta av det extra skyddet. Beväpningen bestod av fyra stycken 7,7 mm kulsprutetorn och en 20 mm kanon. Den första prototypen var utrustad med två Mitsubishi MK4A Kasei 11 stjärnmotorer på 1 141 kW (1 530 hk) och flög för första gången 23 oktober 1939. Provflygningarna gav upphov till en rad mindre ändringar och fortsatta testflygningar gick bra. 1940 började planet serietillverkas och sommaren 1941 togs det i aktiv tjänst och var således med i kriget nästan från första dagen. Tre dagar efter det att Pearl Harbor hade anfallits deltog ett antal G4M1 i styrkan som sänkte HMS Prince of Wales och HMS Repulse. De deltog även i den första flygräden mot Darwin i Australien. Mot slutet av kriget modifierades ett antal plan för att kunna bära den bemannade missilen Yokosuka MXY-7 Ohka, men planet blev så långsamt och tungt att den blev ett lätt mål för det allierade jaktflyget. Den 15 mars 1945, när första uppdraget med Ohka genomfördes, sköts 16 plan ner innan de hann avfyra den dödliga lasten.

## Varianter
- G4M1, variant utrustad med Mitsubishi MK4E Kasei 15 stjärnmotorer, de hade samma prestanda på marken som Kasei 11-motorerna men presterade bättre på högre höjder. Den hade samma beväpning som den ursprungliga modellen.
- G4M2, variant som dök upp sent 1942, den hade förbättrats genom att bland annat förses med förstorad stjärtfena, mer glas i nosen och kraftfullare motorer (Mitsubishi MK4P Kasei 21 på 1 342 kW). Beväpningen ökades också med ytterligare en 20 mm kanon. En undervariant, G4M2 Modell 22A, hade dock två 7,7 mm kulsprutor och fyra 20 mm kanoner.
- G4M2a, en något modifierad variant av modell 22 ovan som var försedd med två Mitsubishi MK4T Kasei 25-motorer och en utåtbuktande bomblucka.
- G4M3, variant vars prototyp dök upp i januari 1944. Den hade förbättrat skydd både för bränsletankar och besättning och ett modifierat stjärtparti, men beväpningen, motorerna och bombluckan var de samma som hos G4M2a. Produktionen startade i november 1944 men enbart 60 plan hann tillverkas innan krigsslutet.

Utöver dessa huvudvarianter togs ett antal experimentella varianter fram för att om möjligt hitta sätt att öka planets prestanda på. Utifrån grunddesignen tog man också fram ett tungt jaktflygplan för eskortrollen, eftersom japanska flottan hade ett stort behov av sådana plan. Denna modell gick under beteckningen G6M1 och hade utökad beväpning och en besättning på tio personer. Den började produceras innan G4M, men det visade sig dock snart att den inte alls passade för eskortrollen och de 30 som dittills hade tillverkats byggdes därför om till dels skolflygplan (med beteckningen G6M1-K) och transportflygplan (med beteckningen G6M1-L2).
Totalt tillverkades det någonstans mellan 2 416 och 2 479 G4M plan.